# Kærlighed (film fra 2007)
 For alternative betydninger, se Kærlighed (flertydig). (Se også artikler, som begynder med Kærlighed)
Kærlighed er en dansk kortfilm fra 2007 instrueret af Kristian Hoeck efter eget manuskript.

## Handling
Fire kærestepar fra hver deres generation bebor i fire adskilte historier det samme rum. Bindeledet er parrenes forsøg på at nå ind til hinanden. Gennem de fire historier skifter årstiderne, mens tiden går, og personerne kæmper en tilsyneladende håbløs kamp for at opnå kærligheden.